# Cienfuegia cachoi
Cienfuegia cachoi is een rondwormensoort uit de familie van de Xyalidae. De wetenschappelijke naam van de soort is voor het eerst geldig gepubliceerd in 2009 door Armenteros, Vincx & Decraemer.